# Niceforitzes
Niceforitzes (grec: Νικηφορίτζης, Nikiforitzis) fou un influent funcionari eunuc de l'Imperi Romà d'Orient que fou ministre en cap i exercí el poder real sota l'emperador Miquel VII Ducas (r. 1071-1078). Es deia «Nicèfor», però era conegut pel diminutiu «Niceforitzes» per la seva relativa joventut quan entrà a la cort. Era odiat per la seva fiscalitat opressiva i per interferir amb el subministrament de cereals a Constantinoble, així com per la seva tebior a l'hora de fer front a la irrupció dels turcs seljúcides a Anatòlia. La rancúnia que li tenien conduí a dues grans rebel·lions el 1077 i la posterior abdicació de Miquel VII. Niceforitzes fou capturat i torturat fins a la mort.

## Biografia

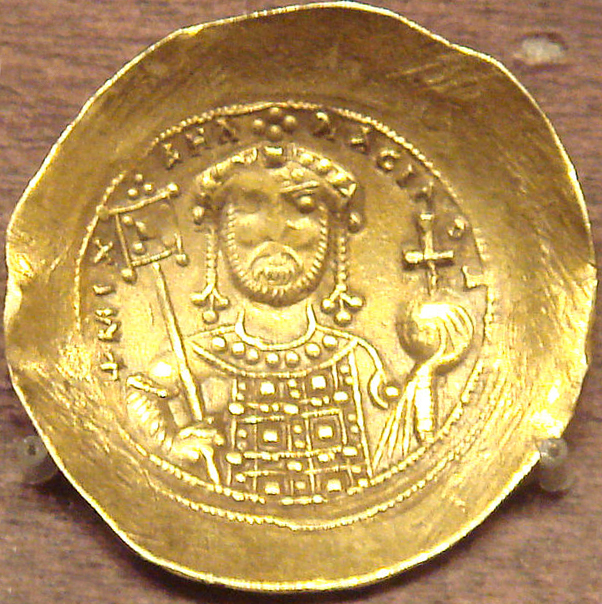
Histàmenon de Miquel VII Ducas

Niceforitzes nasqué al tema dels Buccel·laris i passà al servei del secretariat imperial sota l'emperador Constantí IX Monòmac (r. 1042-1055). Sota Constantí X Ducas (r. 1059-1067) fou nomenat dux d'Antioquia i després presumptament injurià l'emperadriu Eudòxia Macrembolitissa acusant-la d'adulteri. En morir l'emperador i assumir Eudòxia la regència, Niceforitzes fou empresonat. El nou emperador, Romà IV Diògenes (r. 1068-1071) el posà en llibertat i el nomenà pretor governador civil de l'Hèl·lade i el Peloponès. Quan Miquel VII pujà al tron el 1071, Niceforitzes fou cridat de nou per l'oncle del nou emperador, el cèsar Joan Ducas, que apreciava les seves capacitats administratives. De tornada a Constantinoble, fou nomenat logoteta postal i el seu poder creixé ràpidament. No només arraconà els altres ministres, incloent-hi el poderós Miquel Psel·los, sinó que a la tardor del 1073 obligà el cèsar a retirar-se com a participant actiu en el govern.
Com a governant de facto de l'Imperi Romà d'Orient, emprengué una reorganització de l'Estat per restaurar el seu poder i reforçar el control central. La seva primera prioritat fou millorar les finances públiques. Per aconseguir-ho, recorregué a una fiscalitat opressiva que causà estralls tant a les províncies com a Constantinoble, a més de devaluar la moneda romana d'Orient. Així mateix, establí un magatzem central a Rodostó per centralitzar, regular i augmentar la càrrega impositiva sobre el subministrament de cereals a Constantinoble, fins al punt que establí un monopoli d'estat. Segons Miquel Ataliota, una font hostil a Niceforitzes, les seves polítiques causaren una penúria i una pujada de preus dels cereals. A l'hivern del 1066/1067, els ciutadans de Constantinoble passaren fam. Al mateix temps esclatà una revolta a la província danubiana de Parístrion, on Niceforitzes havia deixat de pagar els subsidis anuals als mixobàrbars locals i els petxenegs. El vestarca Nèstor, a qui li havia estat encarregada la supressió de la rebel·lió, acabà unint-s'hi. Cal destacar que els rebels formularen una única demanda, la dimissió de Niceforitzes, i quan prengueren Rodostó, li calaren foc al magatzem de cereals. Miquel VII no els oferí una resposta satisfactòria, així que Nèstor i els seus aliats petxenegs es retiraren a Parístrion, que per aquest motiu restà dues dècades fora del control imperial.

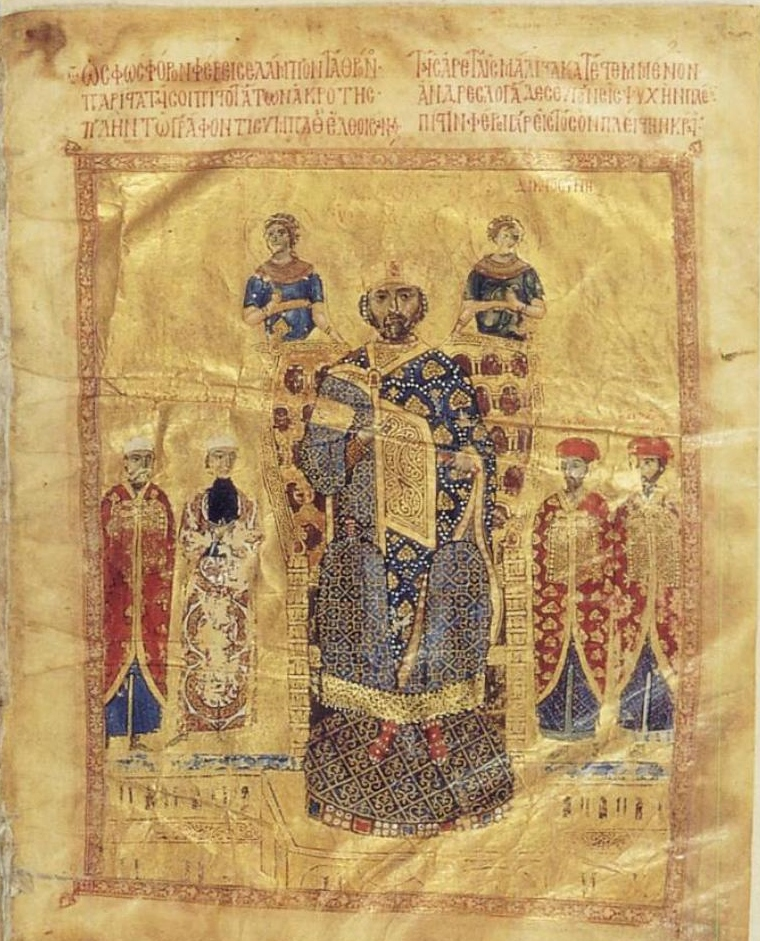
Il·lustració de Nicèfor III Botaniates (r. 1078-1081) amb els seus principals cortesans

Niceforitzes també intentà reformar l'exèrcit ressuscitant el regiment dels immortals i creant el dels comencs. La situació militar durant la seva administració era crítica, amb atacs serbis, la revolta búlgara de Constantí Bodin, la rebel·lió de Roussel de Bailleul i la presència creixent dels turcs a Anatòlia després de la batalla de Mantziciert, a la qual l'exèrcit era incapaç de donar una resposta contundent. Malgrat que no es podia negar que era un administrador competent, les seves mesures financeres i la seva tendència a centralitzar l'administració generaren molta animadversió. Llevat de Cecaumen, que el lloà com «un home excel·lent en tots els aspectes, molt raonable, experimentat en els afers militars i administratius tot i ser un eunuc, generós, habilíssim i capaç d'entendre i parlar com cal», totes les altres fonts emfatitzen la seva avarícia i corrupció. Destaquen la seva administració del monestir d'Hèbdomon, on tenia la seva fortuna personal.
L'oposició s'aglutinà entorn del patriarca d'Antioquia, Emilià, un antic enemic seu de quan era a Antioquia, amb el suport de diversos bisbes i els gremis de la capital. A més a més, a l'estiu del 1077, Nicèfor Brienni el Vell s'alçà contra Miquel VII als Balcans alhora que Nicèfor Botaniates feia el mateix a Anatòlia. Brienni es dirigí a Constantinoble per prendre la ciutat, però el saqueig dels suburbis de la capital per les seves tropes refermà l'oposició dels constantinopolitans a la seva causa. Per la seva banda, un grup de bisbes oposats al ministre es reuniren a Santa Sofia el 7 de gener del 1078 i proclamaren Botaniates emperador. La resposta de Niceforitzes fou expulsar-los de la basílica, per la qual cosa fou excomunicat pel patriarca de Constantinoble, Cosme I. Aleix Comnè, que havia esdevingut un alt comandant sota Niceforitzes, proposà reprimir els opositors amb violència, però Miquel VII decidí abdicar en Botaniates el 31 de març del 1078.
Niceforitzes fugí de la capital i cercà refugi a Heraclea Pòntica, on estava acampat Roussel de Bailleul. El normand el feu presoner i el lliurà al nou emperador. Niceforitzes fou exiliat a l'illa de Proti i després a l'illa d'Oxia, on fou brutalment torturat pel gran heteriarca Romà Estraboromà. El calvari li provocà la mort.